# Haute Saintonge
La Haute Saintonge est une région naturelle et historique à cheval sur les actuels départements de la Charente-Maritime et de la Charente, dans le sud-ouest de la France et la région Nouvelle-Aquitaine. De manière anecdotique, elle intègre également la commune de Parcoul, aujourd'hui située dans le département de la Dordogne. 
Issue de la partition de l'ancienne province de Saintonge au moment du traité de Paris, elle s'oppose à la Basse Saintonge et constitue l'une des trois sénéchaussées de la province sous l'ancien régime. Perdant tout caractère officiel au moment de la réorganisation territoriale de 1790, l'appellation Haute-Saintonge (avec un tiret) est ressuscitée en 1976, mais ne désigne plus désormais qu'une partie de la région d'origine.

## Géographie

### Délimitations géographiques
La région géographique ou naturelle de la Haute Saintonge correspond approximativement aux limites administratives des arrondissements de Jonzac et de Saintes ainsi qu'aux parties les plus méridionales des arrondissements de Rochefort (y compris l'île d'Oléron) et de Cognac, auxquels il conviendrait également d'ajouter le canton de Chalais, au sud de l'arrondissement d'Angoulême. 
Elle est limitée à l'ouest par l'océan Atlantique, au sud-ouest par l'estuaire de la Gironde et par la région du Blayais, dans le département de la Gironde. À l'extrême sud-est, elle confine avec le département de la Dordogne, incluant par ailleurs la commune de Parcoul, tandis qu'à l'est, elle a compris aussi les cantons de Barbezieux-Sainte-Hilaire, de Baignes-Sainte-Radegonde, de Brossac et de Chalais. 
Ses principales villes sont par ordre d'importance démographique Saintes, Royan, Saujon, Marennes, Barbezieux-Saint-Hilaire, Pons, Jonzac et Montendre, auxquelles il convient d'y ajouter quelques gros chefs-lieux de canton ruraux comme  Chalais, Mirambeau et Montguyon.
Dans son acception moderne, la Haute Saintonge (ressuscitée en tant que structure de regroupement de collectivités locales sous le nom de Pays de Haute-Saintonge) tend à se limiter au seul arrondissement de Jonzac, auquel il conviendrait d'ajouter les trois cantons méridionaux de l'arrondissement de Saintes qui correspondent aux cantons de Cozes, de Gémozac et de Pons. Cet ensemble réduit couvre cependant à lui seul plus de 2 200 km2 soit le tiers de la superficie totale du département de la Charente-Maritime.

### Données géophysiques
La Haute Saintonge telle qu'elle est définie dans le préambule ci-dessus fait apparaître quatre grands secteurs géographiques qui peuvent être résumés de la façon suivante :

#### La Saintonge méridionale
Le relief est particulièrement marqué dans la partie méridionale de la Haute Saintonge, comparativement à la région de Saintes et plus encore aux régions littorales. Il y présente les caractéristiques géophysiques de celui d'un plateau avec des vallées plus ou moins encaissées et un relief de collines. En dehors des vallées alluviales de la Seugne et du Né, du Lary et du Palais ainsi que de la Dronne, les altitudes s'élèvent d'ouest en est, en général au-dessus des 50 mètres de hauteur, et souvent plus de 80 mètres en bordure du département voisin de la Charente jusqu'à plus de 120 mètres dans la Saintonge boisée. Le point culminant est à 156 mètres, à l'est de Chevanceaux, en limite du département voisin de la Charente au site du Boismorand.
En bordure de la rive droite de la Gironde s'étend une plaine estuarienne, composée de vastes marais drainés dont les plus importants sont ceux de Saint-Ciers-sur-Gironde et de Saint-Bonnet-sur-Gironde. De petits ruisseaux drainent ces marais qui ont longtemps été à l'abandon et qui constituent aujourd'hui un intérêt écologique de grande valeur. En arrière de cette plaine marécageuse qui se rétrécit de plus en plus vers le nord-ouest, en direction de Talmont-sur-Gironde, de hautes falaises mortes délimitent la plaine et rappellent l'ancien rivage de la Gironde.

#### Les Bois saintongeais
Entre Saintes et Marennes s'étend également un plateau, mais aux altitudes nettement moins élevées que celles de la Saintonge méridionale, de l'ordre moyen de 30 mètres, et au relief nettement moins marqué où les ondulations du plateau y sont à peine relevées. Il s'abaisse doucement vers le Marais de Brouage, ancien golfe marin comblé depuis le Moyen Âge. Ce plateau, encore fortement boisé, porte le nom approprié de Bois saintongeais par opposition aux Borderies, autre plateau calcaire situé au nord de la vallée de la Charente. Le plateau des Bois saintongeais est délimité au nord par la vallée de la Charente et celle de l'Arnoult, affluent de rive gauche de la Charente, au sud par celle de la Seudre et à l'est par celles de la Seugne.

#### La Saintonge maritime
La partie littorale de la Saintonge qui inclut l'île d'Oléron est baignée à l'ouest par les eaux de l'océan Atlantique et par celles du vaste estuaire de la Gironde qui est le plus grand de toute l'Europe.
Ce littoral fait alterner des côtes basses, composées de marais (Marais de Brouage, Marais de la Seudre), de larges plages (plages de la Côte de Beauté autour de Royan, plages de la Côte Sauvage de la Presqu'île d'Arvert qui se prolongent sur la côte occidentale de l'île d'Oléron) et des côtes élevées, soit rocheuses (rive droite de la Gironde) soit dunaires (dunes de la Presqu'ile d'Arvert et de l'île d'Oléron).
Enfin, deux estuaires d'inégale importance découpent cette région littorale aux contours très variées. L'estuaire de la Seudre se jette dans le Pertuis de Maumusson face à l'île d'Oléron et sépare la presqu'île d'Arvert du vaste estuaire de la Gironde. Par son apport en eau douce, la Seudre a favorisé le développement du plus grand parc ostréicole de France, à l'origine du Bassin ostréicole de Marennes-Oléron.

#### Les collines du Barbezilien
La vallée du Né sert de délimitation naturelle isolant à l'est de la Saintonge méridionale un ensemble géographique assez fortement individualisé par l'amplitude de son relief notamment. Ici, il prend nettement les caractères d'un pays de hautes collines où sur ce plateau boisé les altitudes s'élèvent à plus de 120 mètres en moyenne et même 150 mètres, à l'est de Barbezieux, où ce pays de collines se prolonge dans le Montmorélien.

### Données économiques générales
Trois aspects de l'économie agricole de la Haute Saintonge sont dominants : la forêt, la vigne et la polyculture.
- Une région forestière

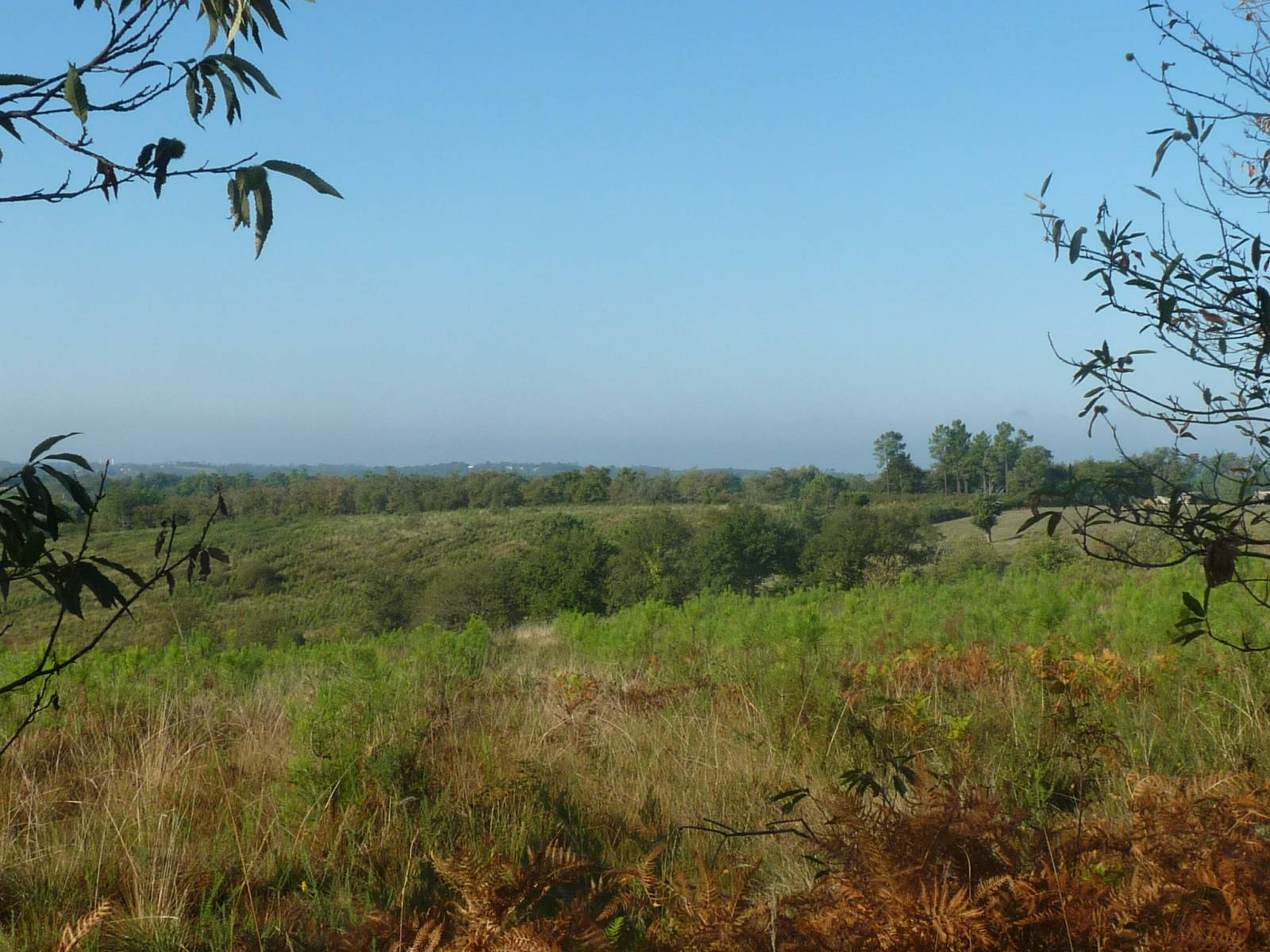
La Double saintongeaise au sud de la Haute Saintonge.

C'est une région boisée, qui comprend dans sa partie méridionale la Forêt de la Lande qui s'étire au sud de la haute vallée de la Seudre et le massif forestier de la Double saintongeaise, qui correspond à une vaste pinède composée essentiellement de pins maritimes plantés au milieu du XIXe siècle.
- Une région viticole

Si les domaines forestiers occupent entre le quart et le tiers de l'espace géographique de la Haute Saintonge, cette région se singularise aussi par sa viticulture. Région viticole par excellence, la Haute Saintonge est composée de vignobles issus de la région de production du Cognac et du Pineau des Charentes dont les terroirs sont ceux de Petite Champagne, des Fins Bois et des Bons Bois.
- Une région de polyculture

La polyculture est associée depuis de nombreux siècles à la viticulture et à l'exploitation forestière. La polyculture fait associer la céréaliculture aux productions diverses (blé et orge tournesol et colza, maïs) dans la riche plaine céréalière de Mirambeau et dans les terres des Champagnes de Pons, d'Archiac et de Jonzac, et l'élevage bovin pour la viande aux dépens de l'élevage laitier est pratiqué dans les prairies artificielles des vallées de la Seugne et de ses nombreux affluents dont le Trèfle. 
Les industries sont peu développées, elles sont essentiellement issues de la transformation des produits agricoles de la région (distilleries agricoles et fabrication d'eaux de vie de cognac à Pons, Gémozac, Saint-Genis-de-Saintonge et Jonzac, importante biscuiterie Colibri à Pons, laiterie à Chadenac, industries alimentaires diverses à Saint-Genis-de-Saintonge et Jonzac. 
Les industries extractives occupent encore une place non négligeable dans l'économie de la Haute Saintonge où se trouve notamment l'un des plus gros centres d'extraction du kaolin en Europe à Clérac au sud de Montguyon. Une importante cimenterie industrielle fonctionne à Bussac-Forêt au sud de Montendre. De petites unités industrielles de transformation du bois représentées par des scieries sont également en activité surtout dans la Double saintongeaise.
Ces industries sont essentiellement rurales et n'ont pas généré de développement urbain. 

### Une région très faiblement peuplée
En dehors de Saintes et de Royan qui constituent les deux principales agglomérations urbaines de la Saintonge et dont les aires urbaines ne cessent de s'étendre (72 000 habitants pour la première, plus de 55 000 pour la seconde), plusieurs villes de moyenne importance dominent cet ensemble géographique longtemps gagné par l'exode rural et aujourd'hui menacé par le vieillissement préoccupant de la population.
Trois villes secondaires de la Saintonge maritime se distinguent nettement par leur dynamisme urbain et économique. Elles font d'ailleurs partie de la frange littorale attractive et peuplée du département de la Charente-Maritime.
- Marennes, Saujon et Saint-Pierre-d'Oléron sont les plus dynamiques et les plus attractives : l'effet littoral jouant à plein, ces trois agglomérations sont aujourd'hui des villes commerciales et tertiaires que stimule fortement le tourisme. Sur la rive droite de l'estuaire de la Seudre, Marennes forme avec la ville voisine de Bourcefranc une agglomération de plus de 8 500 habitants et rayonne sur les deux rives de l'estuaire de la Seudre, c'est un centre de services tertiaires étoffés et de commerces diversifiés très attractif, Saujon, qui est également arrosée par la Seudre, compte plus de 6 200 habitants et est aujourd'hui une station thermale en pleine expansion tandis que Saint-Pierre-d'Oléron avec environ 6 200 habitants est incontestablement le carrefour géographique et économique de l'île d'Oléron.

La Saintonge méridionale fait apparaître un réseau de petites villes peu attractives, caractérisées par une stagnation démographique et un manque de vitalité économique. Elles sont en perte de vitesse et subissent les méfaits d'un exode rural prolongé et du vieillissement démographique. Seul le secteur de Pons et de Gémozac échappe à ces tendances, étant inséré dans la zone d'influence de Saintes.
- Jonzac qui est une sous-préfecture est au cœur d'une petite agglomération urbaine qui, dans ses limites de 1999, rassemble un peu plus de 5 000 habitants. Cette petite ville étend son influence urbaine sur la partie centrale de son arrondissement où se situent dans son orbite quelques chefs-lieux de canton qui sont de gros villages comme  Mirambeau, Saint-Genis-de-Saintonge et Archiac.

- Montendre avec ses 3 000 habitants échappe à peine à l'influence de Jonzac. Son rayonnement est limité au sud du département, ou plutôt aux limites de son canton, ne parvenant pas à étendre son influence sur la Double saintongeaise où se trouvent des chefs-lieux de canton qui sont davantage de gros villages que des embryons urbains comme Montlieu-la-Garde et Montguyon. À l'extrême sud-est se trouve Saint-Aigulin qui est une dépendance de La Roche-Chalais, petite ville de la Dordogne. Cette partie méridionale de la Charente-Maritime subit fortement l'influence de Bordeaux et tend à faire partie dorénavant de sa troisième couronne suburbaine.

- Au nord de cet ensemble géographique se singularisent Pons (près de 4 500 habitants)[1] et Gémozac (plus de 2 500 habitants)[2] qui échappent à l'influence de Jonzac mais sont incontestablement situés dans la sphère d'influence de Saintes dont le rayonnement urbain ne cesse de s'étendre. Pons et Gémozac constituent un espace géographique dynamique et tendent à former une zone « rurbaine » de plus de 12 000 habitants mais qui est en fait un « appendice » de la zone urbaine de Saintes. Ces deux villes devraient logiquement faire partie d'une aire urbaine élargie et qui compterait 72 000 habitants.

Enfin, en Charente saintongeaise, deux petits centres urbains assurent la desserte d'une région faiblement peuplée et marquée durablement par le phénomène de déprise rurale.
- Barbezieux-Saint-Hilaire est le seul centre urbain notable de cette micro-région. Cette petite ville, qui s'est maintenue pendant quelques décennies au-dessus des 5 000 habitants, subit à la fois les conséquences désastreuses de la désindustrialisation amorcée dès les années 1980 et de l'exurbanisation qui frappe aussi les petites villes. Elle demeure cependant un centre de services tertiaires et de commerces diversifiés et en même temps un carrefour routier incontournable.
- Chalais domine la région de la vallée du Tude et demeure un actif centre de foires et un bourg commercial animé. Mais comme tous les centres de son importance, elle subit les revers d'une région fortement marquée par l'exode rural et aujourd'hui par le vieillissement accéléré de sa population.

Réduite aux seules limites du Pays de Haute-Saintonge, cette région compte une population d'environ 65 500 habitants en 2006 répartis sur 1 770 km², ce qui lui confère une densité de population particulièrement faible, de l'ordre de 35 hab/km², soit deux fois moins que la moyenne départementale qui est de 87 hab/km² en 2006.
Il s'agit d'un des neuf pays créés récemment en Charente-Maritime (sous l'impulsion de la loi Voynet de 1995), et est au contact au nord avec le Pays Royannais et le Pays de Saintonge romane dont les densités de population et le taux d'urbanisation y sont beaucoup plus élevés.

## Histoire
D'après les livres, la Haute Saintonge était différenciée de la Basse Saintonge avant 1773.
Historiquement, la Haute Saintonge recouvrait une zone bien plus importante que maintenant et quelques paroisses des environs de Burie. 
C'est le traité de Paris (1259) qui semble être avoir été à l'origine de ce découpage de la Saintonge en deux. La Haute Saintonge, rétrocédée aux Anglais, faisait partie de la Basse Guyenne.
Les conséquences du traité de Paris se sont fait sentir bien après la fin de la guerre de Cent Ans, et lorsque la province a été réunie en une seule sénéchaussée, elle a eu la particularité de conserver deux sièges : Saintes et Saint-Jean-d'Angély. Par la suite les deux sièges ont formé deux sénéchaussées distinctes, perpétuant cette « séparation » totalement artificielle au sein de la province jusqu'à la fin de l'Ancien Régime. La Basse Saintonge était alors au XVIe siècle pays de droit coutumier, la Haute Saintonge était pays de droit romain.
Les limites de la Saintonge ont certes fluctué (avec donc la création des généralités, les redécoupages... ) mais le fleuve Charente constituait la « séparation » naturelle entre Haute et Basse Saintonge depuis le Moyen Âge jusqu'à la Révolution. La redéfinition de la Haute Saintonge autour de Jonzac et de Pons ne date que du XXe siècle.